# كوينتن بونيت
كوينتن بونيت (بالفرنسية: Quentin Bonnet)‏ (24 أغسطس 1990 بلاروش سور يون في فرنسا - ) هو لاعب كرة قدم فرنسي في مركز الدفاع. لعب مع نادي فان وVendée Poiré-sur-Vie Football ‏ ويو أس أفرانش.

## وصلات خارجية
- كوينتن بونيت على موقع رابطة كرة القدم الفرنسية للمحترفين (الإنجليزية)
- كوينتن بونيت على موقع قاعدة بيانات كرة القدم.إي يو (الإنجليزية)
- كوينتن بونيت على موقع ليكيب (الفرنسية)
- كوينتن بونيت على موقع Soccerway.com (الإنجليزية)